# ساشا بنکس
مرسدس کِستنِر-وارنادو (به انگلیسی: Mercedes Kaestner-Varnado)(متولد ۲۶ ژانویه ۱۹۹۲) کشتی‌گیر حرفه‌ای و بازیگر آمریکایی است. او از ژانویه ۲۰۲۴ بدین‌سو با پروموشن ای‌ئی‌دبلیو قرارداد دارد و با نام مرسدس مونه (به انگلیسی: Mercedes Moné) فعالیت می‌کند و قهرمان کنونی کمربند تی‌بی‌اس این شرکت است. او همچنین در پروموشن ژاپنی ان‌جی‌پی‌دبلیو و شرکت خواهر آن، استاردوم نیز حضور پیدا می‌کند و قهرمان کنونی کمربند قهرمانی زنان استرانگ این شرکت است؛ و همچنین در پروموشن بریتانیایی روولوشن پرو که قهرمان بی چون و چرای زنان بریتانیا است. او بیش‌تر به دلیل حضورش در دبلیودبلیوئی در بین سال‌های ۲۰۱۲ تا ۲۰۲۲ نیز شناخته می‌شود، جایی که در آنجا با نام ساشا بنکس فعالیت می‌کرد و ۶ بار در دبلیودبلیوئی، قهرمان جهان شد. او اولین و تنها کشتی‌گیر حرفه‌ای زن است که موفق شده در دبلیودبلیوئی، ای‌ئی‌دبلیو و ان‌جی‌پی‌دبلیو قهرمان جهان شود.

## اوایل زندگی
ساشا در ۲۶ ژانویه ۱۹۹۲ در فیرفیلد، کالیفرنیا متولد شد و بعدها به مکان‌های مختلفی از جمله مینه سوتا نقل مکان کرد تا برای برادر اوتیسم خود مدرسه و بیمارستان پیدا کند سپس
خانواده وی در بوستون، ماساچوست اقامت گزیدند، جایی که وی فعالیت کشتی حرفه ای خود را آغاز کرد. وی دارای نژاد آمریکایی-آفریقایی از طرف مادر و آلمانی-اروپایی از طرف پدر است.

## ورود به دوران کشتی حرفه ای

### در آغاز راه و ورود به NXT
در ژوئن سال ۲۰۱۲، مرسدس در اردوی دبلیودبلیوئی شرکت کرد و در ۱۸ اوت همان سال اعلام شد که وی با دبلیودبلیوئی قرارداد امضا کرده‌است. او به NXT، قلمرو توسعه دبلیودبلیوئی رفت، جایی که او نام مستعار ساشا بنکس را تصویب کرد، وی در اولین مسابقه اش در NXT در روز ۱۲ دسامبر، در مقابل پیج شکست خورد. اولین پیروزی تلویزیونی بنکس در NXT در روز ۲۳ ژانویه ۲۰۱۳ در برابر آلیشیا فاکس بود.

### قهرمان زنان NXT (2014–2015)

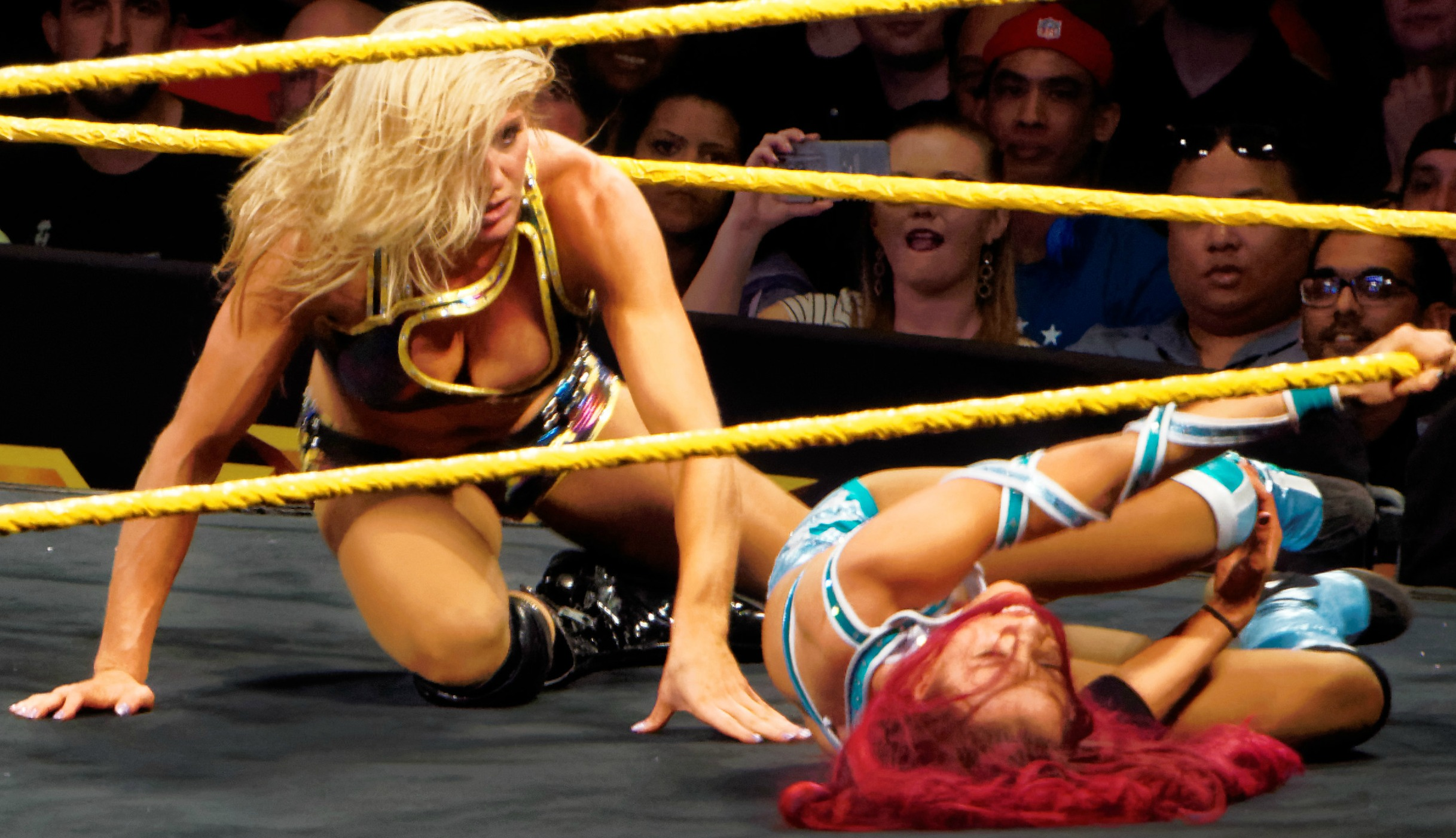
شارلوت و ساشا

پس از درگیری‌های زنجیره واری که میان ساشا، شارلوت، بیلی و بکی لینچ رخ داد سرانجام در تاریخ ۱۱ فوریه و در شو NXT TakeOver: Rival، مسابقه ای بین این چهار نفر برگزار شد و در نهایت ساشا بنکس به سختی و با تلاش زیاد، قهرمانی زنان NXT را به دست آورد. همچنین ساشا در یک مسابقه برگشت در ۴ مارس NXT، قهرمانی خود را مقابل شارلوت حفظ کرد. ساشا همین‌طور غیرقابل توقف ادامه داد و در دو مسابقه پشت سر هم عنوان خود را ابتدا در برابر الکسا بلیس در تاریخ ۲۵ مارس و سپس در برابر بکی لینچ در ۲۰ مه حفظ کرد.

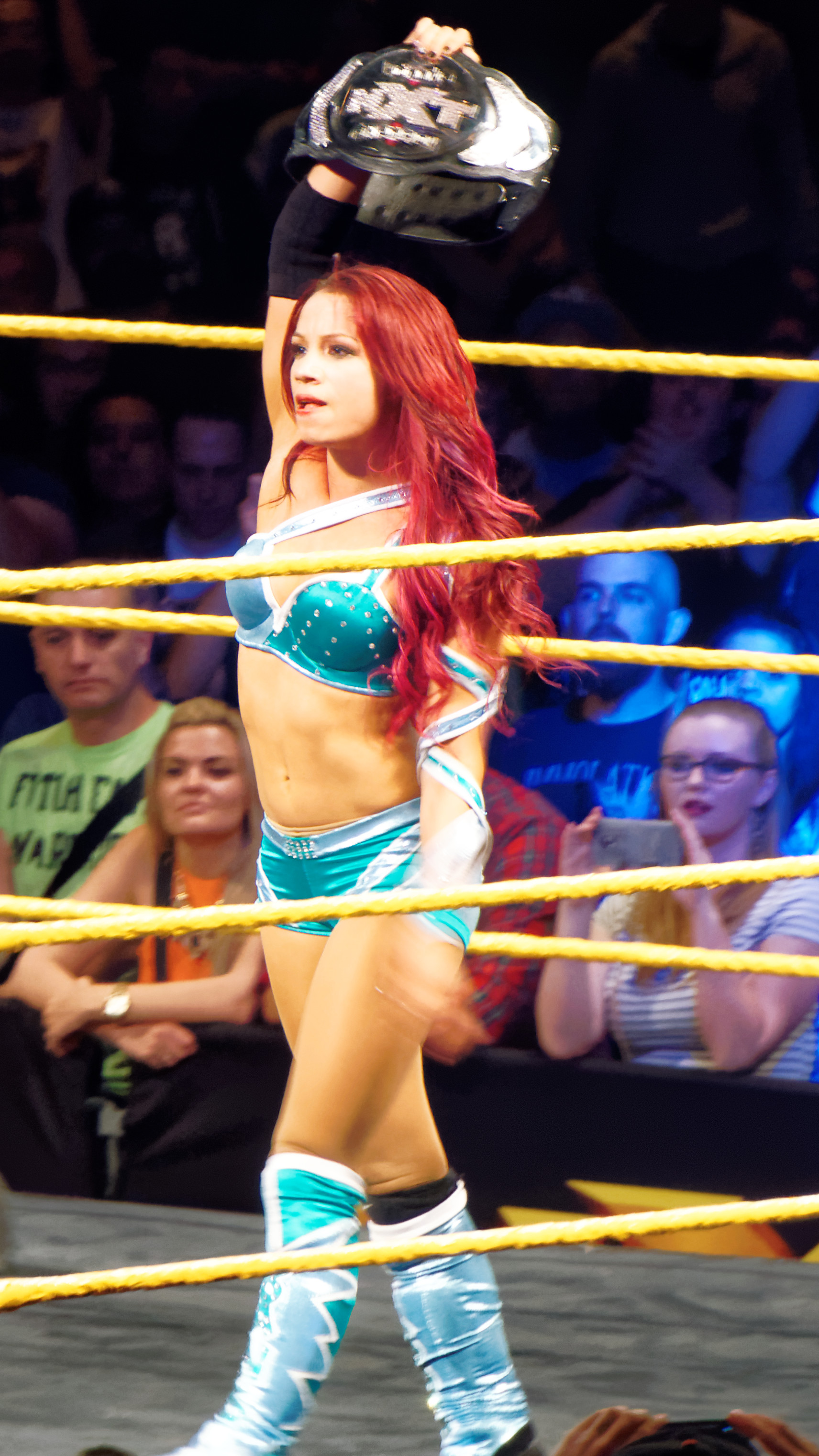
بنکس به عنوان قهرمان زنان NXT در مارس ۲۰۱۵

در ۸ ژوئیه، بنکس با شارلوت برای شکست اما و دانا بروک همکاری کرد، پس از آن شارلوت، بنکس را به یک مسابقه بر سر قهرمانی زنان NXT دعوت کرد، که ساشا آن را پذیرفت. آنها مسابقه خود را برای عنوان قهرمانی در هفتهٔ بعد و در ۱۵ ژوئیه برگزار کردند، که در آن ساشا بنکس قهرمانی خود را حفظ کرد و در انتهای مسابقه آنها یکدیگر را در آغوش گرفتند و شارلوت دستان بنکس را به نشانهٔ احترام بالا برد.
سرانجام در ۲۲ اوت، بنکس کمربند قهرمانی زنان NXT را به بیلی تسلیم کرد و قهرمانی وی پس از ۱۹۲ روز به پایان رسید.

## فیلم‌شناسی
| فیلم و سریال | فیلم و سریال | فیلم و سریال | فیلم و سریال                     |
| سال          | عنوان        | نقش          | یادداشت‌ها                        |
| ------------ | ------------ | ------------ | -------------------------------- |
| ۲۰۲۰         | مندلورین     | کاسکا ریوز   | قسمت سوم و هشتم از فصل دوم سریال |

## در دیگر رسانه‌ها

### بازی‌های ویدیویی
او برای اولین بار و به عنوان ساشا بنکس در بازی ویدیویی WWE 2K17 ظاهر شد و از آن به بعد در تمام سری بازی‌های WWE از جمله:WWE2K19، WWE2K18 و WWE 2K20 حضور داشته‌است. کاراکتر او همچنین در بازی‌های موبایل WWE SuperCard و WWE Mayhem نیز وجود دارد.

### موزیک
آهنگ "Song For Sasha Banks" نوشته و اجرا شده توسط The Mountain Goats داستان کودکی او را روایت می‌کند.